# تاريخ القباب في جنوب آسيا
يبدو أن الأكواخ المقببة المصنوعة من الخيزران أو الأخشاب كانت تستخدم في شبه القارة الهندية منذ العصور القديمة، وقد تحاكيها المقابر المنحوتة في الصخر في العصر الحديث. هناك أمثلة على غرف مقببة في معابد من الطوب والحجر بنيت قبل الحكم الإسلامي في شمال ووسط الهند .
وشمل إدخال العمارة الإسلامية استخدام القباب المبنية من الحجر والطوب والأسمنت، والأوتاد الحديدية. تم تصنيع المركز من الخشب والخيزران. كان استخدام المشابك الحديدية لربط الأحجار المتجاورة معروفًا في الهند القديمة، وكان يستخدم في قاعدة القباب لتقوية الطوق. أدى الجمع بين الأساليب التي تم إنشاؤها من خلال تقديم أشكال جديدة للتقاليد الهندوسية للبناء الترابياتي [الإنجليزية] إلى إنشاء هندسة معمارية مميزة.
كانت القباب في الهند ما قبل سلطنة المغول ذات شكل دائري قياسي، بتصميم على شكل زهرة اللوتس وزخرفة منتفخة في قمتها، وهي مستوحاة من العمارة الهندوسية. ولأن التقاليد المعمارية الهندوسية لم تتضمن الأقواس بكثرة، فقد استُخدمت دعامات مسطحة للانتقال من زوايا الغرفة إلى القبة، بدلًا من الزوايا. وعلى عكس القباب الفارسية والعثمانية، تميل قباب المقابر الهندية إلى أن تكون أكثر انتفاخًا.

## التاريخ المبكر
كانت أغلب المباني المعمارية الضخمة في جنوب آسيا، حتى اعتماد البناء الحجري على نطاق واسع في القرن السادس أو السابع الميلادي، مصنوعة من مواد قابلة للتلف ولم تنجو من المناخ، مثل الأخشاب أو الطوب. ومن بين ما نجا من ذلك الآثار الجنائزية الحجرية، والمجمعات الرهبانية المنحوتة في الصخر، والتصويرات الحجرية للمباني، والإشارات في النصوص.
يبدو أن المقابر نصف الكروية المنحوتة في الصخر تحاكي في الحجر الأكواخ المقببة ذات الأسقف المصنوعة من الخيزران أو الخشب والأعمدة المركزية المعروفة من فترة ما قبل البوذية. وتشمل الأمثلة كهف سوداما [الإنجليزية] (القرن الثالث قبل الميلاد) في بهار، وغرفة مقببة مماثلة في كانانورا في مالابار ، وكهف في جونتبالي [الإنجليزية] (القرن الأول قبل الميلاد). احتفظت غرفة نصف كروية مقطوعة في الصخر في مانابورام في ولاية كيرالا بعمود مركزي رفيع بدون وظيفة هيكلية. قد يعكس الشكل نصف الكروي للستوبا البوذية، والتي من المحتمل أنها أشكال متطورة من تلال الدفن، أيضًا بناء سقف قبة خشبية سابق، مثل الذي صُور في غانتاسالا [الإنجليزية].
تُصوِّر المنحوتات البارزة من سانسي (القرن الأول قبل الميلاد)، وبهارهوت [الإنجليزية] (القرن الثاني قبل الميلاد)، وأمارافاتي [الإنجليزية] (القرن الثاني قبل الميلاد)، أكواخًا مقببة، وأضرحة، وأجنحة. تصور المنحوتات البارزة في غاندهارا عناصر معمارية على شكل قبة بأشكال هندية.
كان الدير البوذي في تخت باهي [الإنجليزية] (القرن الثاني/الرابع) يتضمن خلايا مقببة ربما كانت تمثل أكواخًا ذات قباب من القش، وربما كانت استجابة لاتفاقيات البناء من آسيا الوسطى. تضمنت أضرحة كوتاجارا المربعة سقفًا قببيًا.
يحتوي معبد بهيتارجانف [الإنجليزية] المصنوع من الطوب، والذي يعود تاريخه إلى منتصف القرن الخامس تقريبًا في عهد إمبراطورية جوبتا ، على غرفتين مقببتين. تشتمل بعض الكهوف القريبة من تماثيل بوذا في باميان على قباب على زوايا، وهي دليل على التأثير القادم من الغرب على طول طريق القوافل إلى باميان.
اُقترح مصطلح كنمادلا [الإنجليزية] في النصوص البالية ليعني نقطة ربط مركزية لسقف القبة المنحنية أو أضلاع نصف القبة في البناء الخشبي الهندي المبكر. يمكن رؤية أمثلة لهذا الترتيب من الأضلاع الخشبية وألواح السقف المترجمة إلى حجر في القباب النصفية لكهف أجانتا التاسع عشر وكهف أورانجاباد [الإنجليزية] الرابع.  
تحتوي المعابد الهندوسية التي يعود تاريخها إلى القرن السادس وأوائل القرن السابع في كافير كوت [الإنجليزية] على قباب حجرية داخلية ذات أقواس مثلثة، كما هو الحال مع معبد من الطوب يعود تاريخه إلى القرن الثامن في كالار.
في القرن العاشر، تشمل المعابد ذات الغرف المقببة نماذج بناها الشاهيون الهندوس [الإنجليزية] في معابد أمب [الإنجليزية]، وبيلوت [الإنجليزية]، وقلعة ناندانا [الإنجليزية]. 

## سلطنة دلهي

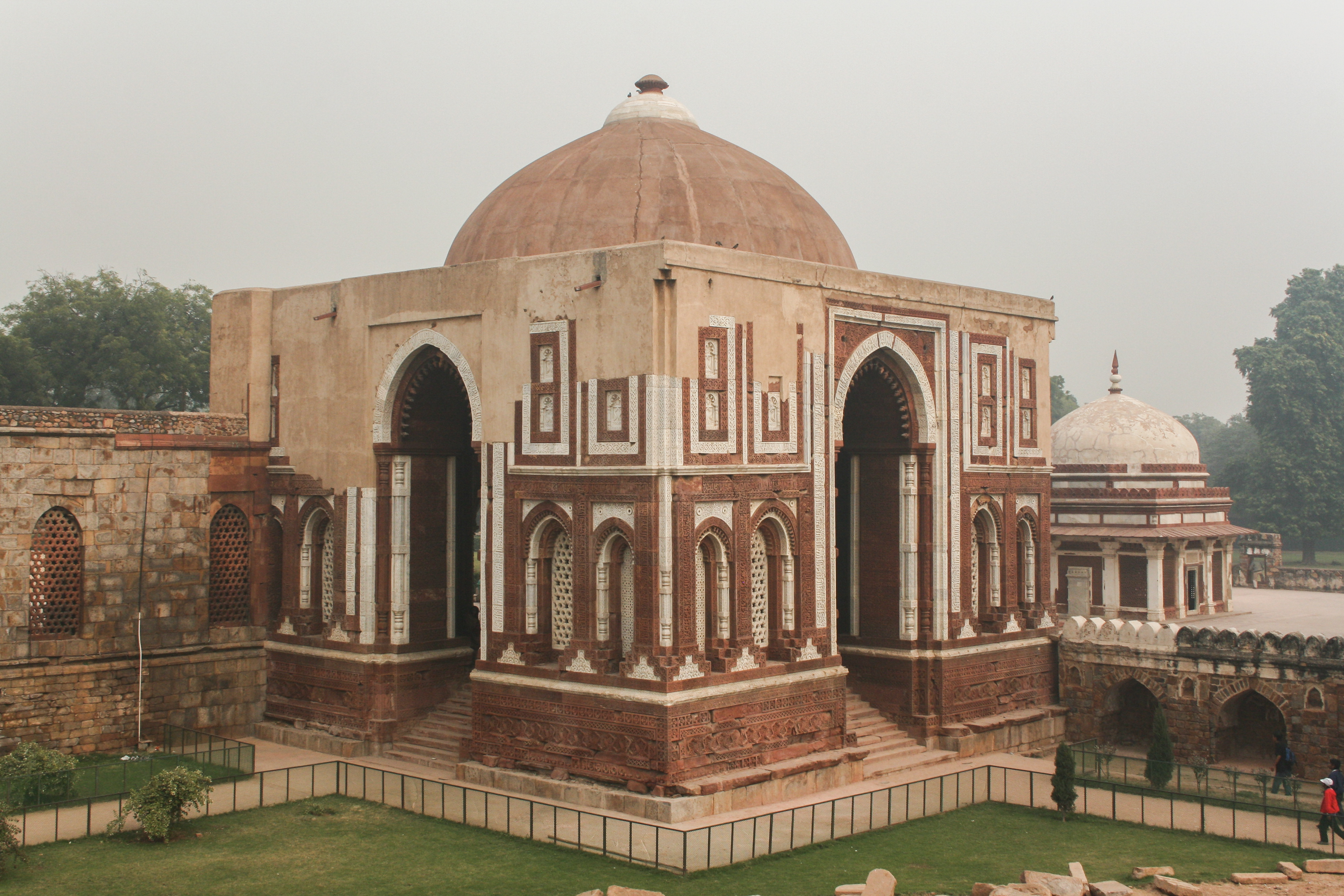
علاء دوارزا في دلهي.

أول الأضرحة المقببة في ملتان [الإنجليزية] هي أضرحة الشيخ بهاء الدين زكريا [الإنجليزية] (توفي عام 1262)، وشهدانا شهيد (توفي عام 1270)، وشمس السبزواري [الإنجليزية] (توفي عام 1276)، ذات القباب النصف كروية على أسطوانات مثمنة الشكل على مساحة مربعة. 
كانت القباب النصفية لقبر بلبان [الإنجليزية] الذي يعود تاريخه إلى أواخر القرن الثالث عشر والقبة الصغيرة لقبر خان شهيد مصنوعة من مواد مقطوعة بشكل خشن وكانت ستحتاج إلى تغطية التشطيبات السطحية. بوابة علاء دوارزا، وهي بوابة في مجمع منار قطب [الإنجليزية] بنيت عام 1311، تحتوي على أول قبة في الهند مصنوعة من حجر مصقول بشكل جيد مقطوع إلى كتل حجرية. تتحول الأقواس من غرفة مربعة إلى مثمنة، والتي تتحول بدورها إلى مضلع مكون من ستة عشر ضلعًا من خلال استخدام أقواس مقوسة. تستخدم القبة الحجرية المقطوعة فوق قبر غياث الدين تَغْلَق [الإنجليزية] (توفي عام 1325) حلقات متناوبة من الحجارة الضحلة والعميقة لإنتاج رابطة أفضل مع مادة القلب. يشير استخدام قوالب حجرية مقطوعة بدقة لهذه القباب إلى هجرة البنائين من الدولة السلجوقية السابقة.
يتميز قبر شاه ركن علم (توفي عام 1335) بتصميم المبنى المثمن الشكل، بدلاً من التصميم المربع التقليدي، ويبلغ عرض القبة 50 قدمًا مع زخرفة علوية [الإنجليزية] ممتدة إلى 115 قدمًا فوق سطح الأرض. 
استخدمت القباب التي تعود إلى أواخر القرن الرابع عشر أحجارًا ذات أشكال خشنة مغطاة بالجص، وذلك بسبب تشتت البنائين المهرة بعد انتقال العاصمة من دلهي إلى دولت آباد والعودة مرة أخرى. ومن الأمثلة على ذلك مسجد خيركي (حوالي عام 1375) وقبر فيروز شاه (توفي عام 1388). يُشار عمومًا إلى قبر خان جهان تيلانجاني المقبب (1368) باسم "أول قبر مثمن الشكل في دلهي، حيث تحيط الغرفة المركزية المقببة بشرفة متحركة ذات ثلاث فتحات مقوسة على كل جانب"، على الرغم من أنه سبقه قبر ظفر خان [الإنجليزية].
ظهر استخدام الأجنحة ذات القباب الصغيرة والتي سُميت لاحقًا باسم (تشاتري) لأول مرة حول أسطوانة قبة أكبر في عهد أسرة السيد أو سلالة لودي (1414-1526).
في عهد أسرة لودي كان هناك انتشار كبير لبناء المقابر، مع وجود خطط مثمنة الشكل مخصصة للملوك وخطط مربعة الشكل تستخدم للآخرين من ذوي الرتب العالية، وتم إدخال القبة المزدوجة لأول مرة إلى الهند في هذه الفترة. هناك العديد من المرشحين. بُني قبر لودي [الإنجليزية] إسكندر لودي في الفترة من 1517 إلى 1518 ويُستشهد به، ولكن يسبقه قبر والدة زين العابدين المبني من الطوب، والذي تم بناؤه حوالي عام 1465 في زينة كادال، في سريناغار . قد يكون برج سابز في دلهي أقدم من ذلك، لكن المصادر المكتوبة ترجع تاريخه إلى عامي 1530 و1540. على الرغم من أن قبر إسكندر لودي يحتوي بوضوح على قبة مزدوجة، مع وجود مساحة مميزة بين القشرة الداخلية والخارجية، فإن قبر شهاب الدين تاج خان (1501) السابق يحتوي على محاولة في هذا الاتجاه. على الرغم من أن القباب المزدوجة كانت تستخدم منذ فترة طويلة في بلاد فارس والعراق وغرب آسيا، إلا أن القباب الهندية قبل هذا الوقت كانت تتكون من قشرة واحدة من الحجر. وبعد ذلك، تُبنى معظم القباب الكبيرة بقوقعتين من أجل الحفاظ على النسب الجيدة في كل من الداخل والخارج. طُورَت المساجد ذات القباب الثلاثة والممر الواحد بحلول نهاية فترة لودي وطُورَت بشكل أكبر في عهد المغول.

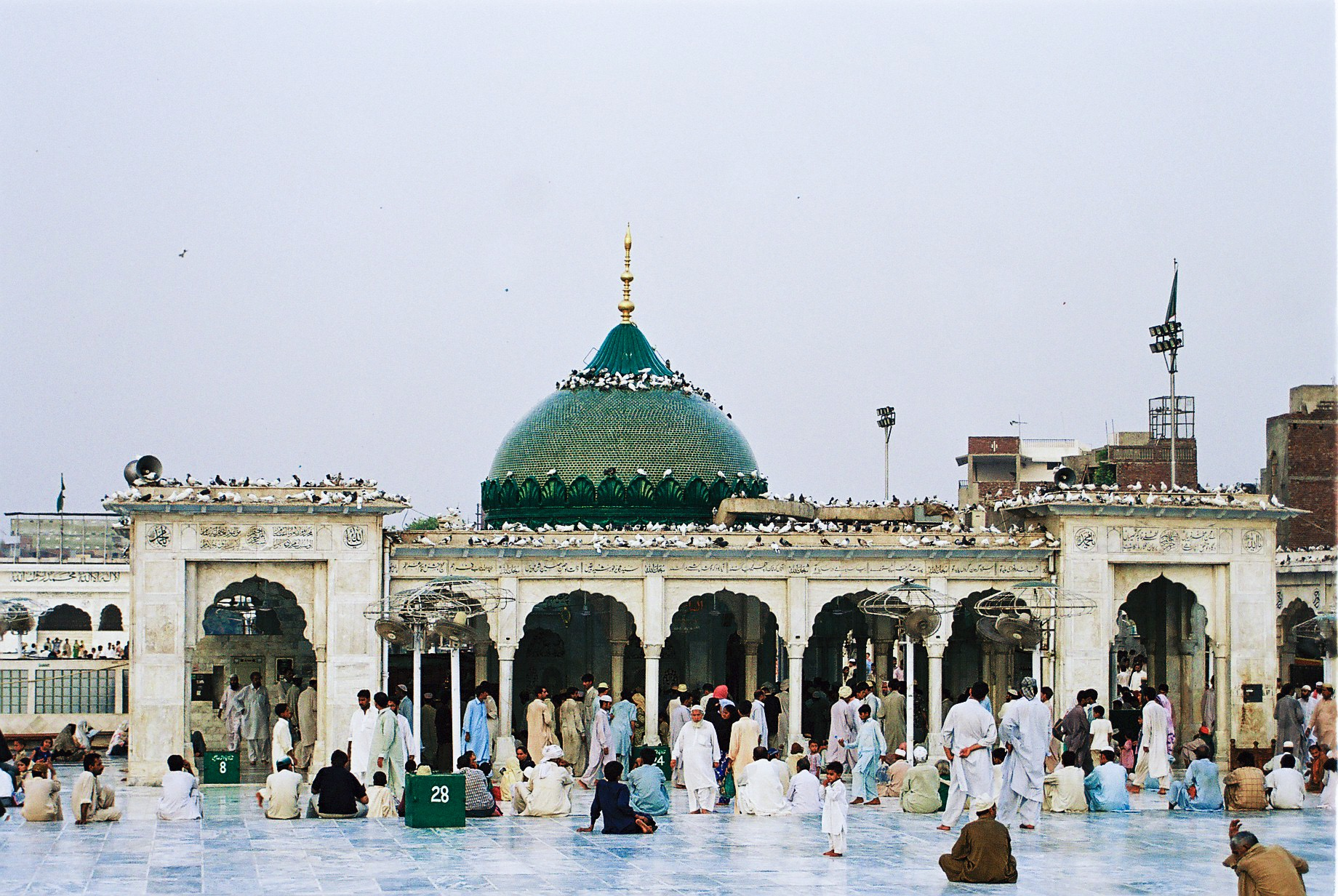
يعد مجمع داتا دربار في لاهور ، باكستان، أكبر مجمع صوفي في جنوب آسيا.

استخدمت قبة داتا دوربار [الإنجليزية] زوايا منحنية نموذجية للعمارة الإسلامية ما قبل المغول في جنوب آسيا.

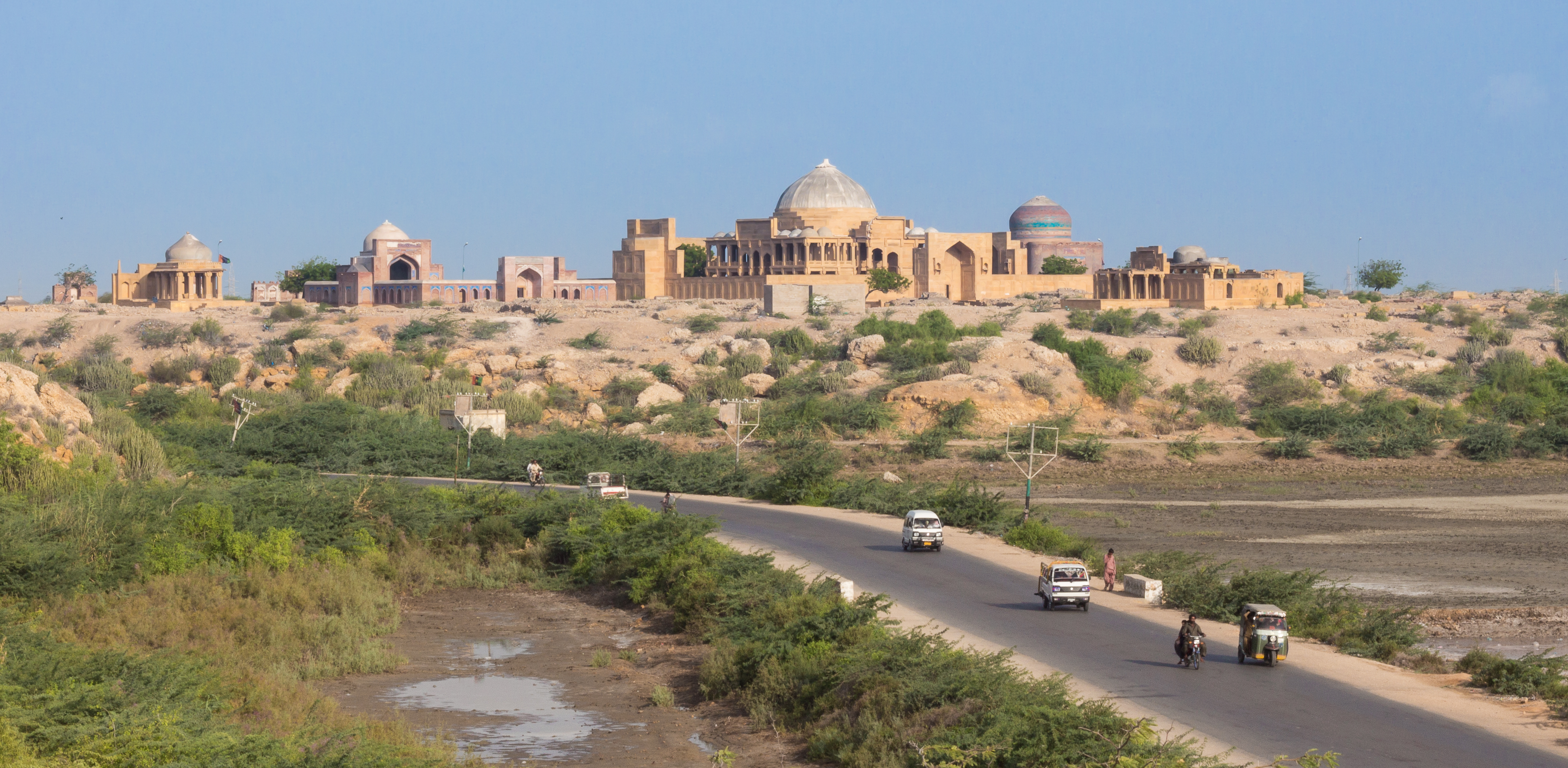
موقع ماكلي هيلز في ثاتا، إقليم السند، باكستان، المدرج على قائمة التراث العالمي لليونسكو.

زُينَت العديد من الأضرحة التي تعود إلى العصور الوسطى في مقبرة ماكلي، بالقرب من ثاتا، بإقليم السند، بزخارف إسلامية. تشبه الأضرحة اللاحقة المباني ذات القباب في آسيا الوسطى.

## سلطنة مغول الهند
أول مبنى مغولي رئيس هو قبر همايون المقبب، الذي بناه مهندس معماري فارسي بين عامي 1562 و1571. من المرجح أن القبة المركزية لها قلب من الطوب، كما يمكن رؤيته في قبر عبد الرحيم خان خاناي [الإنجليزية] الذي جُرد لاحقًا. وتواجه القبة المركزية كتل من الرخام متصلة بالنواة عن طريق تناوب طبقات واسعة وضيقة، وهناك أدلة على استخدام مشابك حديدية لتأمينها. قد تساعد تقلصات الحديد أيضًا في تكوين حلقة توتر في قاعدة القبة. تغطي القبة المزدوجة المركزية غرفة مركزية مثمنة الشكل يبلغ عرضها حوالي 15 مترًا ويرافقها تشاتري مقبب صغير مصنوع من الطوب ومغطى بالحجر. تم بناء قباب أصغر حجمًا على نطاق واسع باستخدام الطوب المستطيل بدءًا من القرن السادس عشر، وتم إنشاء الانحناء اللازم عن طريق تضييق مفاصل الملاط. تم تبنّي فكرة تشاتريس، وهي أكشاك مقببة على أعمدة مميزة لأسقف المغول، من استخدامها الهندوسي قبورًا تذكاريةً.

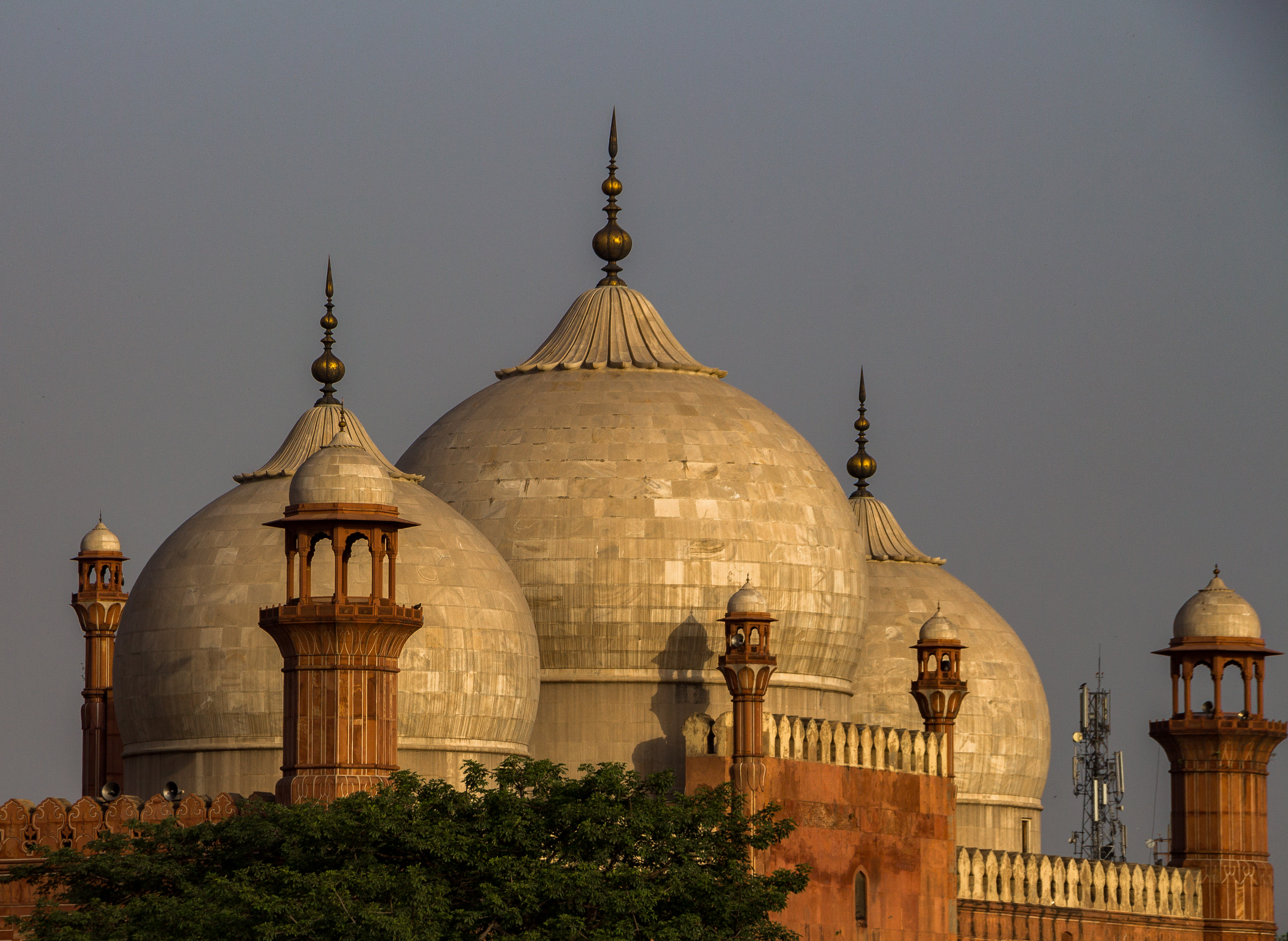
القباب المنتفخة لمسجد بادشاهي في لاهور، باكستان.

كانت المساجد المغولية، مثل مسجد جامع في فاتحبور سيكري، ومسجد جامع في دلهي، ومدرسة غازي الدين خان [الإنجليزية]، تحتوي على قاعة صلاة مغطاة بثلاث قباب على طول جدار القبلة.
تُستخدم القباب في مباني شاه جهان بشكل حصري تقريبًا للمساجد والمقابر على طراز البصل المنتفخ المرتفع في العمارة المغولية.

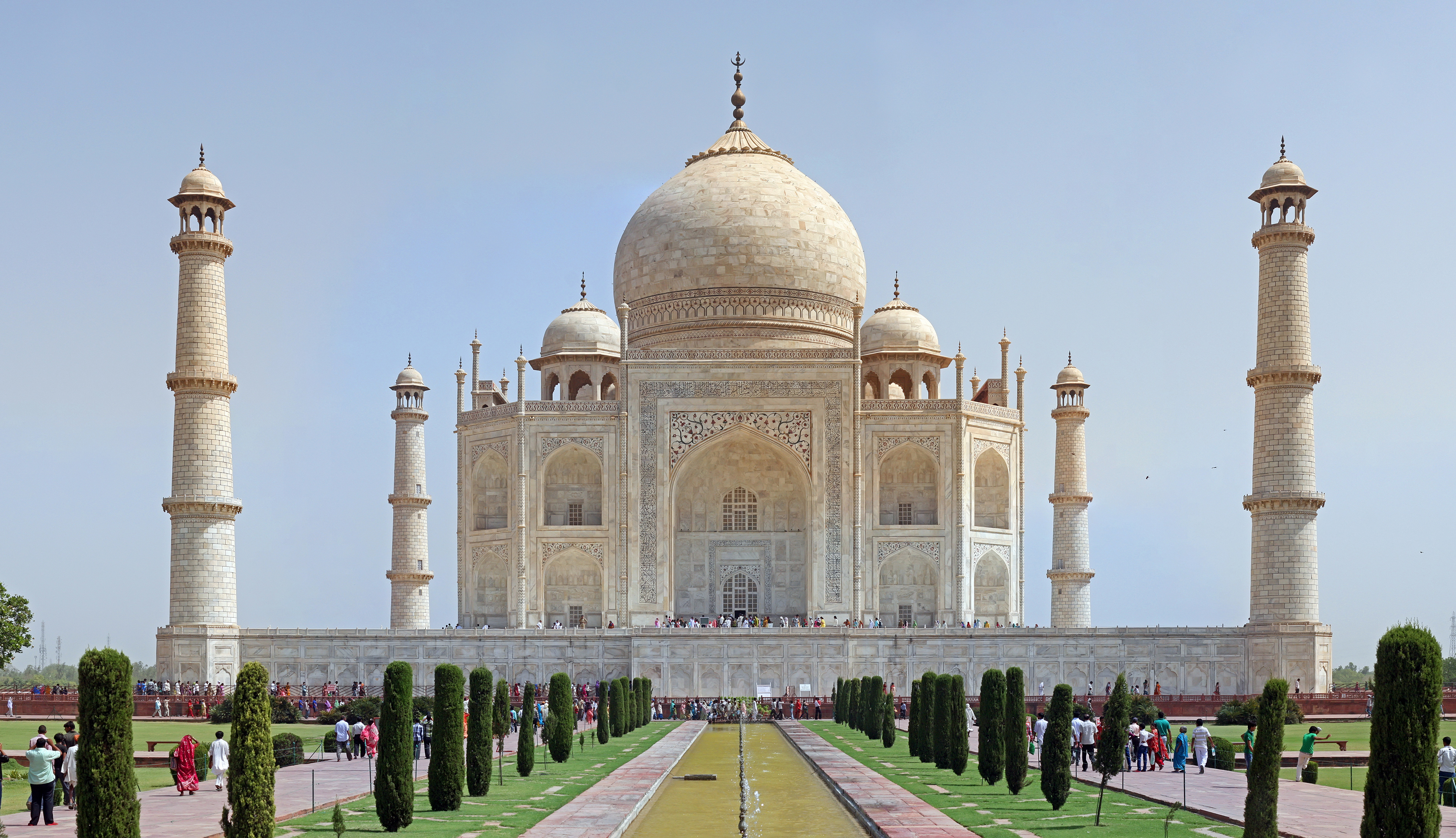
تاج محل في أغرا، الهند.

بدأ بناء تاج محل في أغرا، وهو أيضًا عبارة عن مبنى من الطوب مُغطى بشكل أساسي بالرخام، في عام 1632 واكتمل معظمه في عام 1636؛ ولم يكتمل بقية المجمع الواسع إلا في عام 1643. بُني القبر لممتاز محل، زوجة الإمبراطور شاه جهان، بعد وفاتها في عام 1631. وتُغطي القبة المزدوجة المركزية قطرًا يبلغ 22 مترًا. يبلغ سمك القبة الداخلية ثلاثة أمتار، وتقع أسفل القبة الخارجية بأكثر من 30 مترًا. وترتكز القبة الخارجية على جدران أسطوانية يبلغ سمكها خمسة أمتار. ويصل أوسع جزء من القبة الخارجية إلى 33.62 مترًا في القطر، على ارتفاع 9.24 مترًا فوق الأسطوانة. إن الزخرفة العلوية [الإنجليزية] البرونزية في أعلى القبة هي نسخة طبق الأصل يعود تاريخها إلى أوائل القرن التاسع عشر. تعمل الأسطوانة تصحيحًا بصريًّا للمنظر من مستوى الأرض. إن ارتفاع القبة، أي نصف الارتفاع الإجمالي، يتوافق مع العمارة التيمورية [الإنجليزية] المبكرة، ولكنه يتعارض مع اتجاه العمارة المغولية حتى تلك النقطة. يمكن رؤية اندماج العمارة الفارسية والهندية في شكل القبة: الشكل المنتفخ مشتق من قباب تيمور الفارسية، والزخرفة النهائية [الإنجليزية] ذات القاعدة على شكل ورقة اللوتس مشتقة من المعابد الهندوسية. تحتوي القبة الداخلية على نمط زخرفي مثلث الشكل مستوحى من قالب الجبس، ولكن هنا تم نحته من الرخام. المجمع بأكمله متماثل للغاية. على الجانب الغربي من القبر يوجد مسجد من الحجر الرملي الأحمر بثلاث قباب منتفخة مغطاة بالرخام، وعلى الجانب الشرقي توجد قاعة اجتماعات على شكل مرآة تحتوي أيضًا على ثلاث قباب رخامية. في وسط قاعة القبر يقع نصب تذكاري لممتاز محل، مع زوجها خارج المركز إلى الغرب. تقع التوابيت (النواويس) الفعلية مباشرة أسفل القبر، ولكن بنفس الترتيب.
مسجد بادشاهي، أحد جواهر العمارة المغولية، وثاني أكبر مسجد في جنوب آسيا، بُني على يد أورنجزيب في عام 1673 وهو أكبر بكثير من مسجد شاه جهان في دلهي قبل عقدين من الزمن تقريبًا.
كان آخر قبر إسلامي كبير تم بناؤه في الهند هو قبر صفدار جانج (1753-1754). وهو عبارة عن بناء من الطوب مغطى بالحجر الرملي والرخام تم تجريده من قبر خان خانان [الإنجليزية] السابق (توفي عام 1627). تغطي قباب من الطوب الضحلة الغرف المحيطة بالمبنى، ويقال إن القبة المركزية ثلاثية الطبقات، مع قبتين داخليتين مسطحتين نسبيًا من الطوب وقبة رخامية خارجية منتفخة، على الرغم من أنه قد يكون من الممكن بالفعل أن تكون قبة الرخام وقبة الطوب الثانية متصلتين في كل مكان باستثناء أسفل زخرفة ورقة اللوتس في الأعلى.

## سلطنة بيجابور

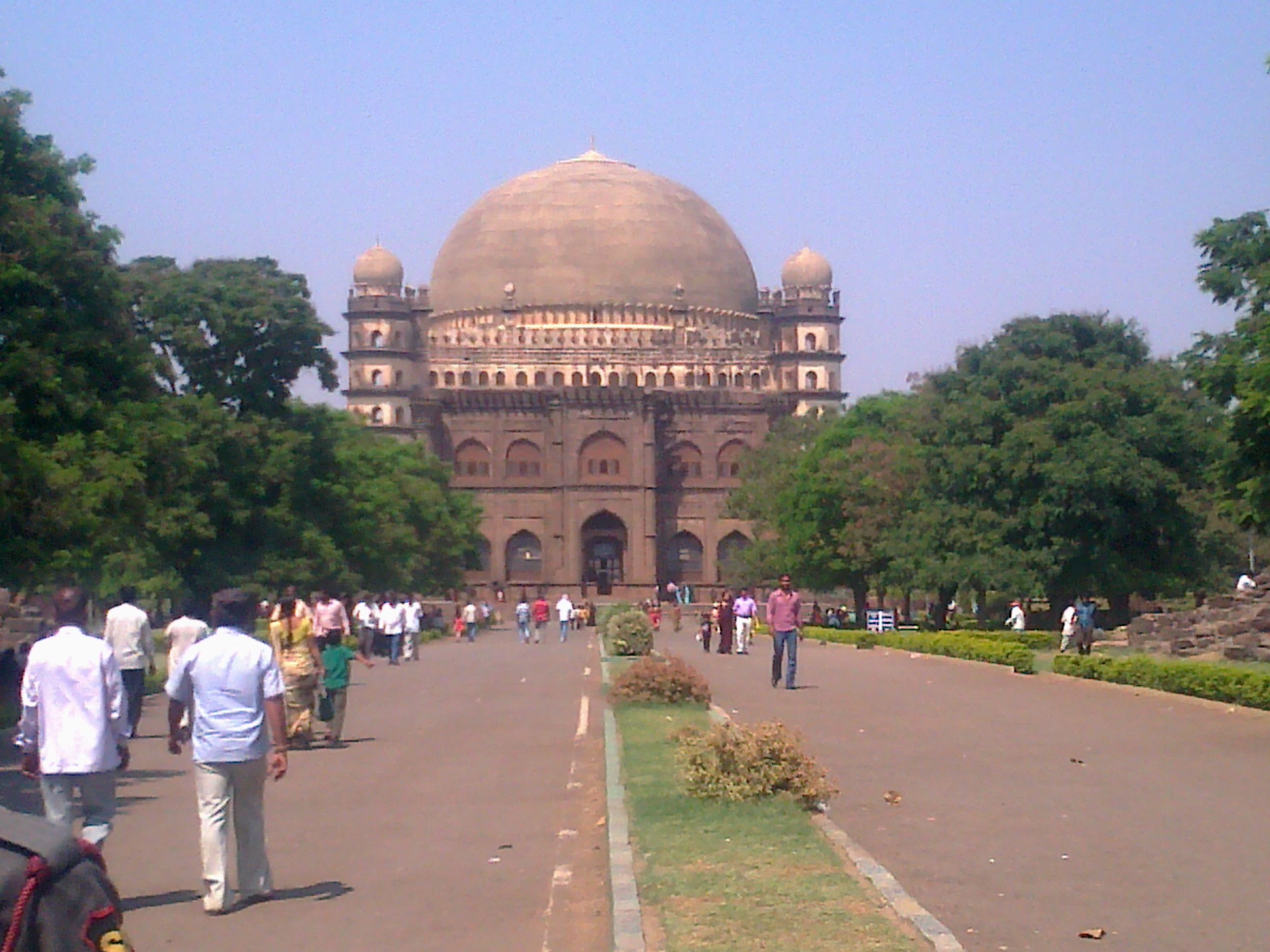
جول جومباز في بيجابور، بالهند.

يعد قبر محمد عادل شاه البيجابوري [الإنجليزية] (توفي عام 1656) في بيجابور أحد أكبر القباب الحجرية في العالم. وتسمى جول جومباز (بمعنى القبة المستديرة)، ويبلغ قطرها الداخلي 41.15 مترًا وارتفاعها 54.25 مترًا. بُنيَت القبة بطبقات من الطوب بين طبقات سميكة من الملاط وتم طلائها على كلا الوجهين بحيث تعمل القبةُ قشرةً خرسانيةً مقواة بالطوب. يبلغ سمكها عند القاعدة 2.6 متر. كانت القبة الأكثر تقدمًا من الناحية التقنية من جميع ما بُني في هضبة الدكن، وتجسد ازدهار الفن والعمارة الذي حدث خلال فترة امتداد سلطنة عادل شاهي [الإنجليزية].  أٌصلحَت الشقوق الشعاعية في عامي 1936 و1937 من خلال تطبيق التعزيزات على الجزء الخارجي من القبة، والتي تم تغطيتها بعد ذلك بالخرسانة المرشوشة. تقع كل من قبة جول جومباز والقبة الأصغر في مسجد جامع، وهي قبة بعرض 57 قدمًا تقع أيضًا في بيجابور، فوق مناطق انتقالية مميزة تتكون من ثمانية أقواس متقاطعة تعمل على تضييق الفتحات التي يجب تغطيتها.

## اتحاد السيخ وإمبراطورية السيخ

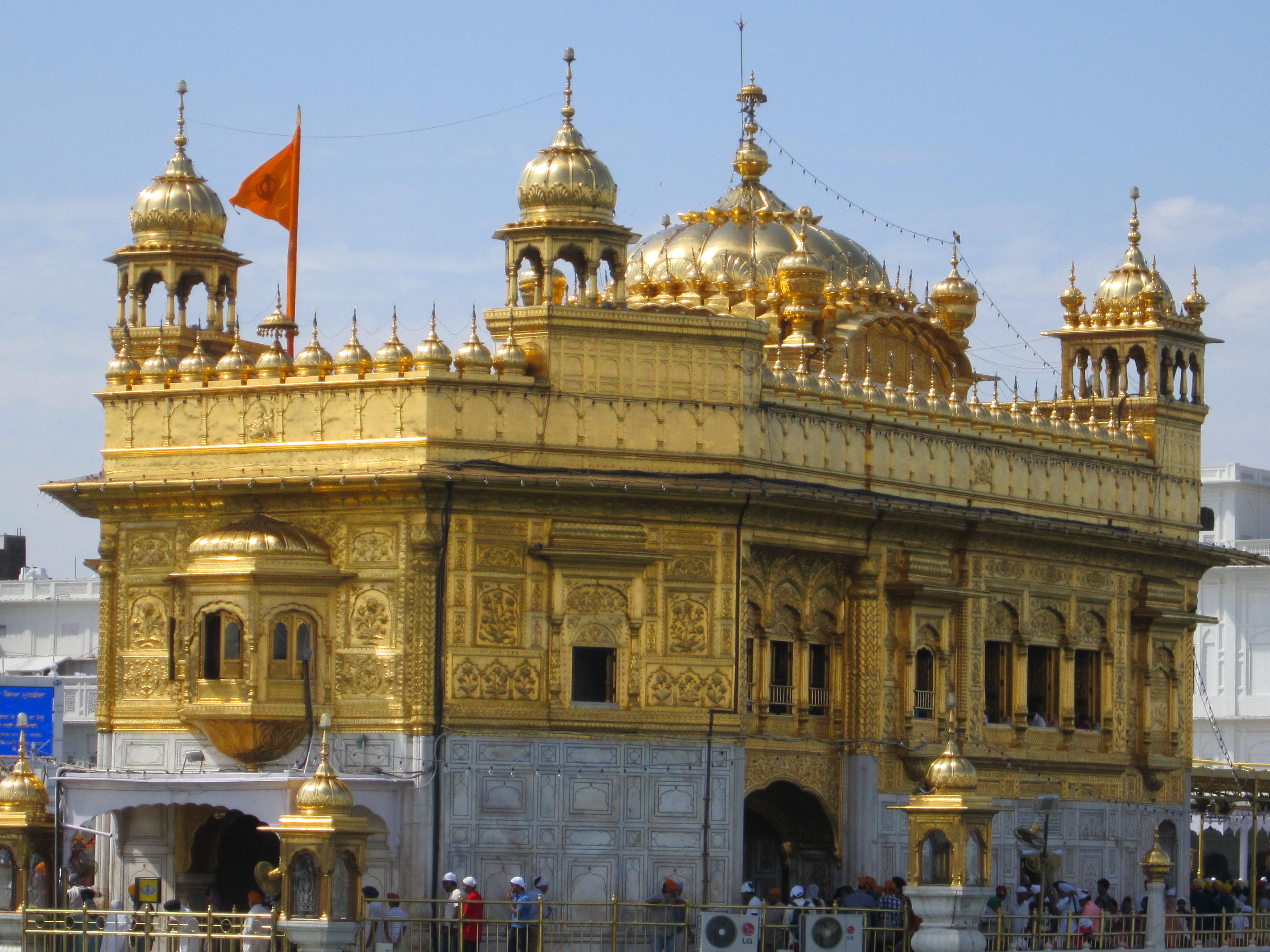
المعبد الذهبي في أمريتسار

تظهر القباب بشكل متكرر في العمارة السيخية [الإنجليزية]، والتي تأثرت بشكل كبير بالعمارة المغولية. تم بناء معظم المباني السيخية التاريخية في نهاية القرن الثامن عشر. تتميز القباب في العمارة السيخية بأنها مضلعة في الغالب مع تصميم زهرة اللوتس في الأعلى وزخارف نباتية في الأسفل. تبدأ هذه القباب بقاعدة عريضة وتصل إلى أقصى محيط لها عندما تكون أقل من منتصف الطريق إلى الأعلى. 

## الحكم البريطاني

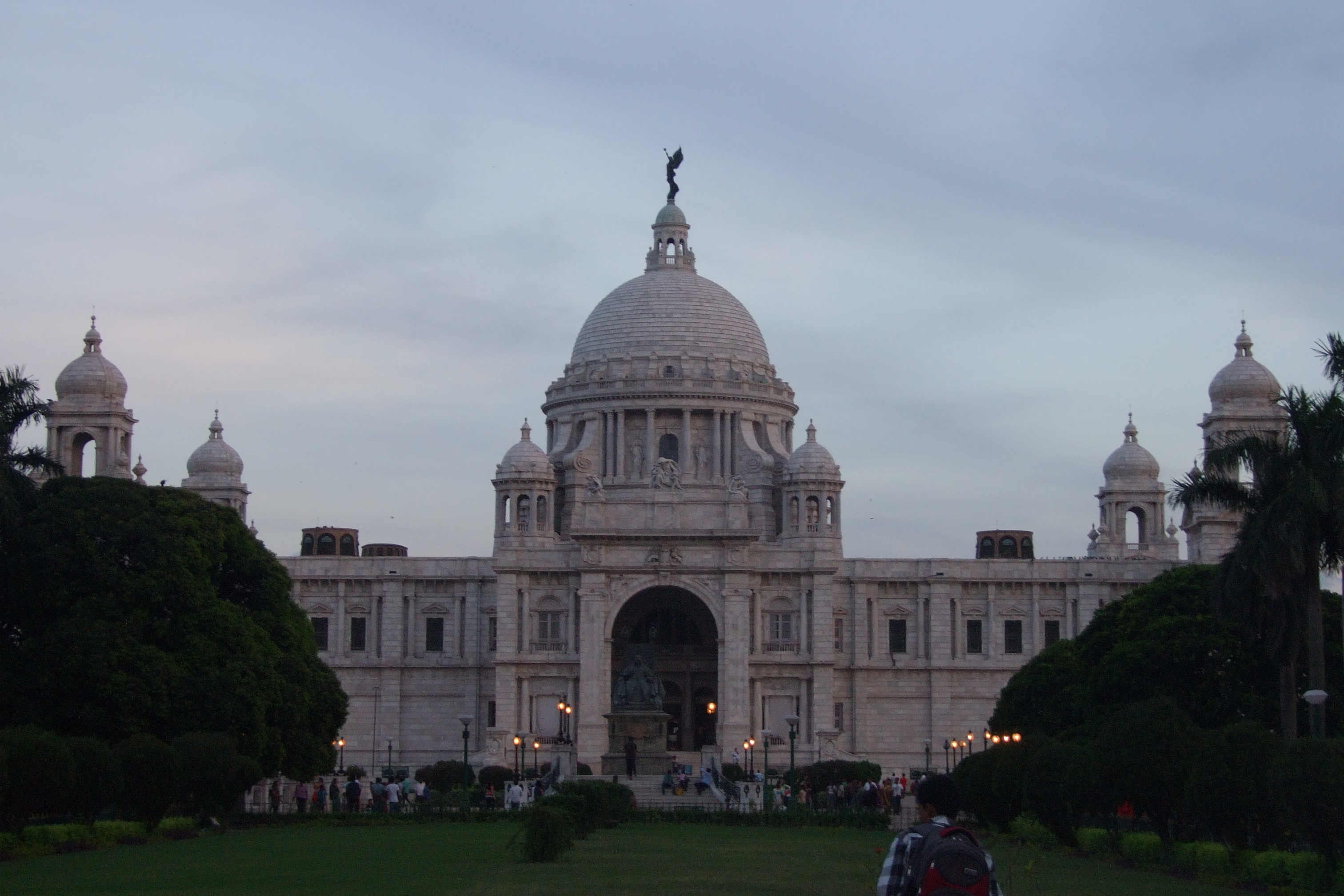
نصب فيكتوريا التذكاري في كولكاتا ، غرب البنغال

بعد سقوط سلطنة مغول الهند المسلمة، نشأ شكل جديد من أشكال العمارة الإحيائية في ظل الحكم البريطاني، والمعروف باسم العمارة الهندية الساراسينية. وهو مستوحى بشكل كبير من الأشكال المعمارية القوطية والراجبوتية والمغولية، كما يستخدم القباب على نطاق واسع.[بحاجة لمصدر]

## فهرس
- Ahuja، Dilip R.؛ Rajani، M. B. (25 مارس 2016). "On the symmetry of the central dome of the Taj Mahal". Current Science. Current Science Association. ج. 110 ع. 6: 996–999. DOI:10.18520/cs/v110/i6/996-999 (غير نشط 12 مارس 2025). JSTOR:24907866.{{استشهاد بدورية محكمة}}:  صيانة الاستشهاد: وصلة دوي غير نشطة منذ 2025 (link)
- Asher، Catherine (1992)، Architecture of Mughal India، Cambridge University Press، ISBN:978-0-521-26728-1
- Avari، Burjor (2013)، Islamic Civilization in South Asia: A History of Muslim Power and Presence in the Indian Subcontinent، Routledge، ISBN:978-0-415-58061-8
- Brown، Percy (2013). Indian Architecture (The Islamic Period). Read Books Ltd. ISBN:978-1-447-49482-9. مؤرشف من الأصل في 2025-01-24.
- Coomaraswamy، Ananda K. (1930). "Pali kaṇṇikā = Circular Roof-Plate". Journal of the American Oriental Society. American Oriental Society. ج. 50: 238–243. DOI:10.2307/593077. JSTOR:593077. مؤرشف من الأصل في 2024-04-13.
- Dandekar، Deepra؛ Tschacher، Torsten (2016)، Islam, Sufism and Everyday Politics of Belonging in South Asia، Taylor & Francis، ISBN:978-1-317-43596-9
- Deva، Krishna (1988). "Mauryas Śuṅgas, Kāṇvas, Kuṣāṇas, Kṣatrapas". في Meister، Michael W.؛ Dhaky، M.A.؛ Deva، Krishna (المحررون). Encyclopaedia of Indian Temple Architecture: Volume II, Part 1. Delhi: Oxford University Press. ISBN:0-19-562313-4.
- Deva، Krishna (1988). "Guptas and their Feudatories". في Meister، Michael W.؛ Dhaky، M.A.؛ Deva، Krishna (المحررون). Encyclopaedia of Indian Temple Architecture: Volume II, Part 1. Delhi: Oxford University Press. ISBN:0-19-562313-4.
- Harle، J.C. (1994). The Art and Architecture of the Indian Subcontinent (ط. Second). New Haven and London: Yale University Press. ISBN:978-0-300-06217-5. LCCN:95125417. مؤرشف من الأصل في 2025-03-20.
- Hasan، Shaikh Khurshid (يونيو 2001). "Pakistan: Its Seraiki Style of Tomb Architecture". East and West. Istituto Italiano per l'Africa e l'Oriente (IsIAO). ج. 51 ع. 1/2: 167–178. JSTOR:29757500.
- Heitzman، James (2008)، The City in South Asia، Routledge، ISBN:978-1-134-28963-9
- Kim، Young Jae (1960). "Reconsidering the Symbolic Meaning of the Stupa". Bulletin de l'École Française d'Extrême-Orient. ج. 50 ع. 1: 159–168.
- Koch، Ebba (2005). "The Taj Mahal: Architecture, Symbolism, and Urban Significance" (PDF). Muqarnas. ج. 22: 128–149. DOI:10.1163/22118993-90000087. مؤرشف من الأصل (PDF) في 2017-08-09.
- Meister، Michael W. (Spring 2003). "Crossing Lines: Architecture in Early Islamic South Asia". RES: Anthropology and Aesthetics. The University of Chicago Press on behalf of the Peabody Museum of Archaeology and Ethnology. ج. 43 ع. 43: 117–130. DOI:10.1086/RESv43n1ms20167593. JSTOR:20167593. مؤرشف من الأصل في 2019-05-23.
- Michell، George؛ Zebrowski، Mark (1987). Architecture and Art of the Deccan Sultanates. The New Cambridge History of India. Cambridge University Press. ISBN:978-0-521-56321-5. مؤرشف من الأصل في 2023-10-02.
- Nuttgens، Patrick (1997). The Story of Architecture. Hong Kong: Phaidon Press Limited. ISBN:0-7148-3616-8.
- Parodi، Laura E. (2000). "'The Distilled Essence of the Timurid Spirit': Some Observations on the Taj Mahal". East and West. Istituto Italiano per l'Africa e l'Oriente (IsIAO). ج. 50 ع. 1: 535–542. JSTOR:29757466.
- Peterson، Andrew (1996). The Dictionary of Islamic Architecture. Routledge. ISBN:0-203-20387-9. مؤرشف من الأصل في 2023-06-04.
- Randhir، G. S. (1990). Sikh Shrines in India. Publications Division Ministry of Information & Broadcasting. ISBN:978-8-123-02260-4.
- Saquib، Mohammad؛ Ali، Asif (2023). "Persian Architecture: A Source of Inspiration for Mughal Imperial Mosques in North India". Journal of Islamic Architecture. Jawa Timur, Indonesia: International Center for Islamic Architecture. ج. 7 ع. 4: 744–749. DOI:10.18860/jia.v7i4.21013. مؤرشف من الأصل في 2024-03-24.
- Suvorova، Anna (2004)، Muslim Saints of South Asia: The Eleventh to Fifteenth Centuries، Routledge، ISBN:978-1-134-37006-1
- Tappin، Stuart (2003). "The Structural Development of Masonry Domes in India". في Huerta، S. (المحرر). Proceedings of the First International Congress on Construction History, Madrid, 20th-24th January 2003 (PDF). Madrid: I. Juan de Herrera. ص. 1941–1952. ISBN:84-9728-070-9. مؤرشف من الأصل (PDF) في 2013-10-04.
- Tarlow، Sarah؛ Stutz، Liv Nilsson، المحررون (6 يونيو 2013)، The Oxford Handbook of the Archaeology of Death and Burial، Oxford University Press، ISBN:978-0-19-165039-0، مؤرشف من الأصل في 2024-02-12
- Tillotson، Giles (2012). Taj Mahal. Harvard University Press. ISBN:978-0-674-06365-5. مؤرشف من الأصل في 2023-05-20.
- Spiers, Richard Phené (1911). "Vault" . In Chisholm, Hugh (ed.). Encyclopædia Britannica (بالإنجليزية) (11th ed.). Cambridge University Press. Vol. 27. pp. 956–961.
- Wagoner، Phillip B. (مارس 1999). "Ananda K. Coomaraswamy and the Practice of Architectural History". Journal of the Society of Architectural Historians. University of California Press. ج. 58 ع. 1: 62–67. DOI:10.2307/991437. JSTOR:991437.